# Rafelder Berg
Das Naturschutzgebiet Rafelder Berg liegt auf dem Gebiet der Gemeinde Kalletal im Kreis Lippe in Nordrhein-Westfalen.

## Lage
Das Gebiet mit dem 332 Meter hohen Rafelder Berg erstreckt sich östlich von Hohenhausen und nördlich von Rafeld – beide Ortsteile der Gemeinde Kalletal. Westlich des Gebietes verläuft die Bundesstraße 238, nordwestlich erstreckt sich das 381,8 Hektar große Naturschutzgebiet Rotenberg, Bärenkopf, Habichtsberg und Wihupsberg.

## Bedeutung
Das etwa 43,8 Hektar große Gebiet mit der Schlüssel-Nummer LIP-034 steht seit dem Jahr 1995 unter Naturschutz. Schutzziel ist die Erhaltung und Optimierung eines struktur- und artenreichen Biotopkomplexes aus naturnahem Laubwald, Magergrünland, Hecken und Saumgesellschaften in einer ansonsten ackerbaulich intensiv genutzten Kulturlandschaft und als Ergänzung zum benachbarten FFH-Gebiet (Natura-2000) DE-3819-301 (Rotenberg, Bärenkopf, Habichtsberg und Wihupsberg).